# 平川めぐみ
平川 めぐみ（ひらかわ めぐみ、1990年3月28日 - ）は、日本のミュージカル女優、歌手、声優、福岡県福岡市出身。
3歳からヴァイオリンを始め、高校生の時にオーケストラでフランスの演奏会に出場。高校卒業後上京。東宝ミュージカルアカデミー4期生を卒業し、本格的に活動を始める。
映画・CM・ショーの歌唱担当や、テーマパークのミュージカルなどに出演。ディズニー映画「美女と野獣」のベルの吹き替えを伊東恵里から引継ぎ、「シュガー・ラッシュ：オンライン」より担当している。

## 出演作品

### ミュージカル
- あいのおはなし〜愛されてると知らずに生きてた〜 (主演 あい)
- ウレシパモシリ (ヒロイン 聖)
- 君よ生きて (ヒロイン 小山チズ)　NHKBSで放送
- Play a Life (初演 実習生) (妻)
- 野の花 (主演 リーザ)
- コンチェルト (ヒロイン めぐ)
- 虹のプレリュード  (ニナ)
- ひめゆり (上原婦長)

### 歌唱
- SANRIO PUROLAND Musical Show『The Puro Christmas』
- 『しまじろうのハッピーフェスティバル』
- SANRIO PUROLAND Musical Show『Egg’n’Roll Easter!-BLAST-』
- SANRIO PUROLAND スペシャルパレード『Rainbow Drops~雨と仲間のものがたり~』
- SANRIO PUROLAND Musical Show『レッツ トリック・オア・トリート!』
- SANRIO PUROLAND Show『ぽすくまとハローキティのもりのゆうびんやさん』
- サンリオファミリーミュージカル『ピューロマスケティア〜３人のやさしい銃士たち〜』
- しまじろうシーパーク『シーパーク・セレ“びれ”ーション』(プリンセスマーレ)
- 淡路島『HELLO KITTY SHOW BOX』
- 『しまじろうとガオガオさんのサイエンスショー』
- 『イーブイ！マイ・ベストフレンド』
- 映画『トイレのピエタ』劇中歌
- CM「ナースパワー』
- CM『BTI STUDIO』
- フィッシャープライス『リンキマルズ ペンギン』
- フィッシャープライス『おすわりからたっちまで!ストーリーブック』
- オンラインカードゲーム『Hearthstone』日本版シネマティックトレーラー
- ラジオミュージカル『Play a Life』(実習生)
- プリンスアイスワールド『ミュージカル・オン・アイス』
- 映画『遠いところ』エンディング
- JR名古屋駅『THE CRYSTAL CHRISTMAS』
- アンジェラ・アキ sings『この世界の片隅に』
- ディズニー100周年記念動画『星に願いを』
- プリンスアイスワールド『ミュージカル・オン・アイス』

### 吹き替え
- 映画『シュガー・ラッシュ:オンライン』美女と野獣（ベル）
- 短編映画　ワンス・アポン・ア・スタジオ -100年の思い出-（ベル）
- 映画　ウィッシュ
- アニメ　ストレンジ・プラネット (ロンリー)
- アニメ　ストーリーボットがこたえるよ (竜巻)
- アニメ　ディーとなかまのオズの国 (イースティン)
- ドラマ　イ・ドゥナ (ソン・テリム)
- ドラマ　イエロージャケッツ S2 (クリスタル)
- ドラマ　刑事ヴィスティング~悪がうごめく町~ (メリーナ)

### その他
- 『シュガー・ラッシュ:オンライン』公開記念スペシャルトークショー
- ディズニー・オン・アイス（ベル）
- 東京ディズニーランド パレード　『ドリーミング・アップ！』（ベル）
- 東京ディズニーランド エンターテイメント　『ミッキーのマジカルミュージックワールド』（ベル）
- 東京ディズニーランド アトラクション　『美女と野獣“魔法のものがたり”』（ベル）
- 東京ディズニーランド エンターテイメント『イッツ・ア・スウィーツフルタイム！』（ベル）
- ラジオ  D's Cafe supported byディズニー JCBカード  ゲスト出演